# 中國國民黨改造方案
中國國民黨改造是1950年至1952年，在第二次国共内战中失利而迁台的中國國民黨，針對黨內組織以及思想進行整肅、改造，以建立由時任中國國民黨總裁蔣中正擔任中心的統治體制。
内战失利后，蔣中正反思为何在中國大陸失败，认为国民党组织涣散是一大原因，但因美国政府的观望态度以及中国共产党的军事威胁，并未立即有所行动。1950年，韓國戰爭（朝鮮戰爭）爆发，蒋决心开始改造国民党。7月18日，中國國民黨中央執行委員會通过《中国国民党改造案》。在此过程中，建立「中國国民党中央改造委员会」，以取代无能的中央常务委员会和中央执行委员会。由1950年至1952年，召开了四百多次工作会议，每周举行四次，以讨论如何重建国民党、落实党的政策。与其前身不同，中央改造委员会招募青年知识分子党员，在蒋介石的鼓励下，通过政治改革，以三民主义原则振兴国民党。
从1950年到1952年，国民党经历了彻底的改组，“以俄为师”，重新树立「聯俄容共」时的列宁主义原则。在改造过程中，国民党在中華民國政府、國軍以及社会中建立党小组，规定每个党员都必须归属于党小组。此外，也重新确认民主集權制、意识形态的重要性、上下等级制度、党对政府机构和军队的领导等原则。此外，改造著重於破除派系势力，推进国民党内的世代交替，有助于蒋经国进入党的权力中枢，重振党纪，有助于国民党政府此后推行的经济政策以及在台灣的统治。

## 背景
早在1940年代末期，國民黨內部所實施針對幹部派系糾紛、黨政軍權分立、組織運作與黨紀腐敗等問題進行革新運動，但是最後仍然宣告失敗。
1949年7月1日，在台北设立了总裁办公室，辖9组1委员会。
1949年7月18日，蔣中正在廣州舉行之國民黨中央常務委員會會議中，首先提出「中國國民黨之改造案」。國民黨中央常務委員會接受蔣交議之「本黨改造案」。1949年8月5日，美国政府发布《中国白皮书》。中華民國政府撤退往臺灣後，由於受到主要同盟國美国的外交觀望政策以及原先中國共產黨可能發起的軍事威脅之影響，蔣中正並未處理當時主導黨務系統、以陳立夫為首的中央俱樂部。1949年9月20日蒋中正发表《告全党同志书》，表明要推行“改造”的决心。
1950年3月1日，蒋中正恢复中華民國總統职务。

## 成立
1950年6月25日，韓戰爆發。蔣中正認為中國共產黨的軍事威脅已經相對減緩許多，因此決定清除既有的黨務勢力。1950年，「中國國民黨中央常務委員會決定管制黨員出國，任公職黨員未經批准不得出國」:309。:137。
1950年7月12日，撤退到臺灣的國民黨中央執行委员110人、監察委員65人，候补中执委25人，候补监委14人，共214人，以黨內元老吳稚暉為首聯名上書蔣中正，要求實施國民黨“改造計劃”。7月18日，第六屆國民黨中央執行委員會决定，第六屆國民黨中央執行委員會与中央监察委员会中止行使職權。7月22日，蔣中正在台北陽明山主持國民黨中常会臨時會議，在會上作了題為《關於實施本黨改造之說明》的長篇講話：“去年7月，中正適應當前革命的需要，順應全黨同志的要求，擬定本黨改造案，提交中央常會，中常會認為除改造綱要所定事項中必須全體代表大會決定的事項外，均可付諸實施……今年1月中正又約集中央同志若干人，就原案和各級黨部及各地同志提出的意見，綜合研究，另訂方案，作為審定全案的參考。現在全案已經中正審定就緒，出了必須全體代表大會修改憲章始可實行的事項暫予保留外，今日特將本黨改造綱要修正案，與本黨改造之必要措施及其程式提交本會，希望即付討論，予以通過，公開實施。”会议通过了蔣經國、张其昀起草的《中国国民党改造案》。指定了中央评议委员会（“中评委”）委员吴敬恒、居正、于右任、钮永键、丁惟汾、邹鲁、王宠惠、阎锡山、吴忠信、张群、李文范、吴铁城、何应钦、白崇禧、陈济棠、马超俊、陈果夫、朱家骅、张厉生、刘健群、王世杰、董显光、吴国桢、章嘉、张默君等25人；后又增加新来台的何成濬、钱公来、时子周、萧同兹4人。
7月26日，蔣中正向全党宣布了改造方案，宣称国民党“如不彻底改造，将有亡党危机”。蔣致詞強調，黨國前途，為成為敗，為功為罪，在此一舉。以总裁身份提出16人的中央改造委员会（简称“中改委”）：
- 陳誠，台湾省主席。
- 蔣經國，國防部政治部主任，最年轻的改造委员。
- 张其昀，国民党总裁办公室秘书组长、国民党中央宣传部部长，中央研究院院士，制宪国代、考试委员。
- 张道藩，立法院副院长，CC派骨干。
- 谷正纲，国民党总裁办公室党政组长
- 郑彦棻，国民党中央党部秘书长，历任三青团中央团部宣传处长、副书记、秘书长。
- 陈雪屏，台湾省教育厅长。
- 胡健中，《中央日报》社发行人，CC派骨干。
- 袁守谦，國防部政务次长。
- 崔书琴，国立政治大学教授、立法委员，1950年与张其昀共办“中国新闻资料供应社”。
- 谷凤翔，监察委员。
- 曾虚白，中国广播公司副总理，历任军事委员会参议、国民党中央宣传部国际宣传处长兼中央政治学校新闻学院副院长、行政院新闻局副局长。
- 蕭自誠，中央日报社长，1934年起出任委员长侍从室少校秘书、少将秘书，三青团成立时出任中央团部常务监察。
- 沈昌煥，国民党总裁办公室新闻组副组长，燕京大学研究生，美国驻华大使司徒雷登的学生，担任蒋介石的英文秘书和翻译多年。曾出任行政院新闻局长。
- 郭澄，山西省参议会副议长。
- 連震東，台湾省参议会秘书长，历任国民党中央训练团少将教官，日本投降后任台北县接管委员会主任委员、国民党台湾省党部执行委员。

蒋介石任该委员会主席，張其昀為改造委員會秘書長，周宏濤為副秘書長（後又增加谷鳳翔為副秘書長）。
作為改造核心機構，改造委員會確立國民黨為「革命民主政黨」並且實施民主集權制，中國國民黨在農林工商文教等機關團體建立轄下組織。改造委員會以國民黨總裁蔣中正為全黨最高領導人，而改造委員會秘書長擔任蔣中正的幕僚長。
中央改造委员会下设1处7组5会：
- 秘书处：仰总裁旨意与本会议掌理事物，并对中央改造委员会议事、总务、人事等事务尽督导之责。张其昀担任处长，侍从秘书周宏涛担任副处长。秘书处权限与后来的中央党部秘书长大致相当。
- 第一组即普通党务组：组长陈雪屏，掌理台湾各地方党部；
- 第二组即特别党务组：组长谷正纲，负责产业、职业、学生、妇女、军队等党外团体和民众运动中的国民党特别党部的指导实务。
- 第三组即海外党务组：组长郑彦棻，负责海外各级国民党组织的党务；
- 第四组原为中央宣传部：组长曾虚白（1950年8月5日-1950年10月13日）/陶希圣（1950年10月13日-1951年7月25日）/萧自诚（1951年7月25日-1952年8月8日）/沈昌焕（1952年8月8日-1954年8月18日），主管文化宣传工作
- 第五组即从政党员组：组长袁守谦，掌理国大、五院等民意机构与政府党员之组织与政治活动，及对各“反共抗俄”参政政党联络之有关事宜；
- 第六组即敌后党员组，组长唐纵，负责搜集各种情报和研究、大陆敌后工作；
- 第七组即党营事业组，组长郭澄，负责国民党经营企业事业管理，及党员经济生活之辅导。
- 干部训练委员会：主任委员蒋经国
- 纪律委员会：主任委员李文范/狄膺
- 财务委员会：主任委员俞鴻鈞
- 设计委员会：主任委员萧自诚
- 党史史料编纂委员会：主任委员罗家伦。《本党改造纲要》明确规定：“每一党员要研究本党的历史与革命理论。”

## 改造过程

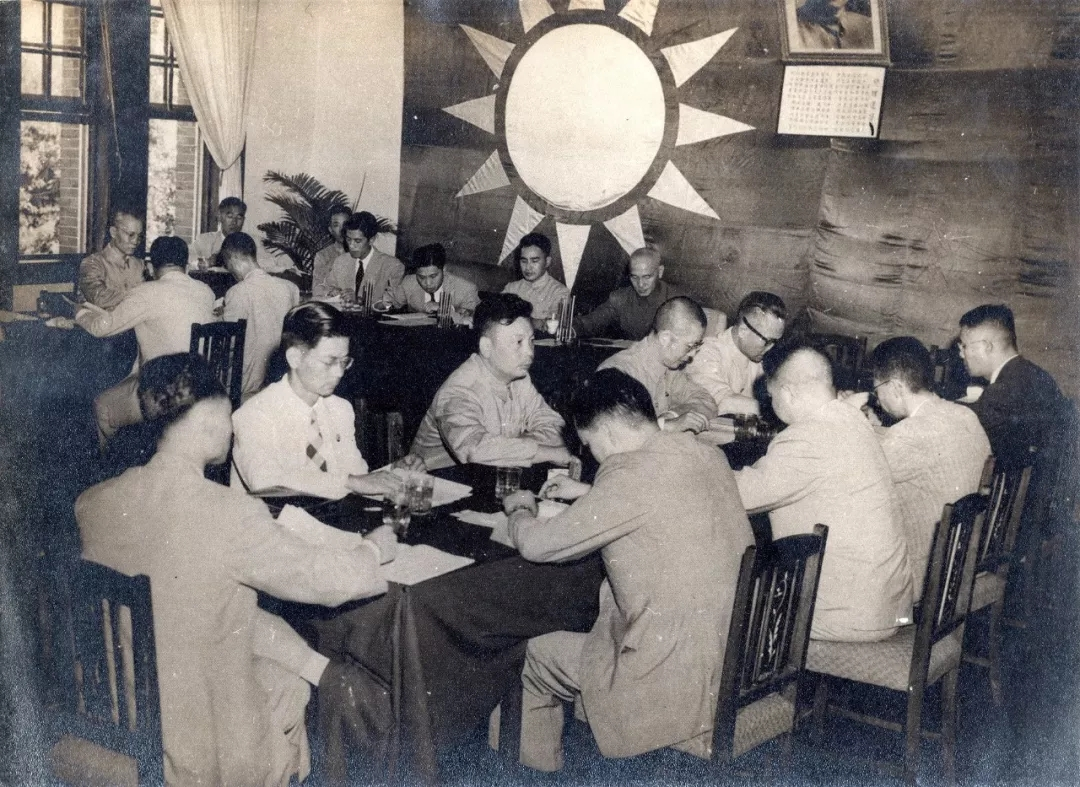
中國國民黨中央改造委员会第一次会议时照片

1950年8月5日，國民黨中央改造委員會在台北中央党部举行就职宣誓典礼。参加典礼除了16名中央改造委员之外，还有中央评议委员、中央常务委员、政治委员及各“部长”等百余人。通过《中央改造委员会组织大纲》：改造期间该委员会行使中央执委会与中央监委会职权；蔣勉以恪遵總理遺教，負起救黨救國之責任。
改造运动的主要内容有：党员归队、党员整肃、刷新党政关系、开展民众运动、加 强社会调查、地方党务改造、反共抗俄总动员等。
蔣中正於中央改造委員會第一次總理紀念週中，揭示「本黨今後努力的方向」。8月31日，中央改造委員會通過《現階段政治主張》，說明反攻收復時期之一切措施。9月1日，中央改造委員會宣布《本黨改造綱要》，並且開始為期2年的改造工作。9月9日，通過《中國國民黨暨所屬黨部改造之措施及其程序》。
9月29日，國民黨中央改造委員會通過《黨員歸隊實施辦法》规定：“凡脱离组织之党员，未参加此次党员归队登记者，一律撤销其党籍；党员登记日期为20天，不得展延；各主办单位于登记结束后，15日内将报到党员纳入组织。” 於是台灣省各縣市改造委員會相繼成立，開始辦理黨員重新登記及編隊工作。10月份通过《中国国民党干部训练计划大纲》、《中央直辖职业党部改造委员会组织章程》、《小组组织规程》、《特种党务改造实施纲要》等案。12月18日，國民黨中央改造委員會通過「反共建國聯合陣線計畫綱要」。1950年10月18日，中央改造委员会通过了《征求新党员办法》，规定“在18岁以上，无分性别、职业、凡信奉三民主义及本党政纲、政策，与遵守党章者，均得依照规定，申请加入本党”。办法还明确规定吸收新党员必须符合下列标准：一是愿为反共抗俄而坚决奋斗者，二是有刻苦耐劳之生活习惯者，三是能深入社会为民众服务者，四是工作努力能起到模范作用者。
1950年10月中央改造委员会通过《原有党员整肃办法》，对犯有叛国通敌、跨党变节、毁纪反党、贪污渎职、生活腐化、劣迹显著、放弃职守、不负责任、信仰动摇、工作废弛、作不正当经营以牟取暴利为目的等行为之一者，即为整肃清理对象。整肃采取检举、审议、核定、制裁的程序进行。经遣责错误，评议（包括调查、自我批评、评议）与处理三个阶段。一周内所制裁的党员违纪案共计126人，有116人被开除党籍，著名的有毛邦初案、刘航琛案等。 
1950年12月23日，「國民黨中央改造委員會號召黨員歸隊」。1951年1月4日，党员归队登记工作正式开始，至1月23日结束时，以20天期限，不得展延，共有20258人响应登记。蒋中正日记称：“党员归队如期结束，补行登记者只1万余人，总共既有在台党员为9万余名。”重新登记后每一党员必须参加小组，包括乡村小组、工人小组、青年小组、机关小组、城镇小组、山地小组等共3万余个。国民党第六届中央监察委员共589人，经重新登记结果为死亡6人，留居大陆及情况不明者84人，在港澳及海外者107人，开除党籍者62人，未归队者25人，在台的305名中央监察委员仅有个别人未归队。
1952年10月，召开中國國民黨第七次全國代表大會，宣告改造完成。。至1952年8月，国民党党员总数达到282959人，比改造之初增加了50%以上；党员结构发生了巨大变化，农工分子占49.31%，高中以上知识分子占29.77%，25岁以下青年占35.29%。 1952年11月1日，中央改造委员会与第七届中央委员会举行交接仪式，中央改造委员会正式解散。
改造後第七屆中央委員會組織：
- 秘書處：負責中央委員會日常行政及不屬於各部門職掌之事項。
- 第一組：負責自由地區組織與工作
- 第二組：負責敵後地區組織與工作
- 第三組：負責海外地區組織與工作
- 第四組：負責宣傳工作
- 第五組：負責社會工作
- 第六組：負責情報工作
- 設計考核委員會：負責有關黨政工作之設計與考核
- 紀律委員會：負責黨紀案件審議與決算審核
- 財務委員會：負責財務管理
- 黨史史料編纂委員會：負責黨史管理

## 外部連結
- （繁體中文） 中國國民黨改造（页面存档备份，存于）